# Yamaha TRX 850
La Yamaha TRX850 è una motocicletta prodotta dalla casa motociclistica giapponese Yamaha dal 1995 al 2000.

## Profilo e contesto
La TRX850 è una moto sportiva equipaggiata con un motore bicilindrico in linea fronte marcia dalla cilindrata di 849 cc, avente la distribuzione a doppio albero a camme in testa con 10 valvole. La moto ha debuttato per la prima volta in Giappone nel 1995, per poi arrivare sul mercato europeo nel 1996.
Il motore della TRX è derivato da quello della Yamaha TDM850, ma sulla TRX è più leggero, ha un baricentro più basso e maggiori prestazioni. Il propulsore ha la distribuzione con cinque valvole per cilindro, tre per l'aspirazione e due per lo scarico. Nonostante il motore abbia un sistema di lubrificazione a carter secco, il serbatoio dell'olio è integrato nel motore, venendo posizionato sopra il cambio. Ciò permette di semplificare la manutenzione, evitando la presenza di tubazioni dell'olio esterne e consente un riscaldamento dell'olio più rapido. Inoltre avere una coppa dell'olio più piccola, permette di conseguenza di posizionare il motore più in basso riducendo il baricentro. L'albero motore a 360° presente sulla TDM originale, è stato modificato con un nuovo albero a gomiti con perni di biella a 270°; per il resto la TRX e la TDM condividono gran parte delle compentistica motore e della trasmissione. Il motore è dotato di un contralbero di equilibratura per ridurre le vibrazioni.
La particolarità della TRX sta nell'avere un propulsore con i perni di biella dell'albero motore a 270°, anziché a 360°. Anche se questa soluzione tecnica era stato già impiegata per la prima volta da Phil Irving sulle moto della Vincent, la TRX è stata la prima moto di grande produzione ad adottare questo schema tecnico. Questa tipologia di albero motore permette di avere meno vibrazioni di un albero a gomiti a 360° e uno schema di accensione più regolare rispetto a un albero a gomiti a 180°, facendo si di avere un motore dall'erogazione più fluida.
La TRX rispetto alla TDM dalla quale deriva, si caratterizza per la predenza di una semicarenatura, un manubrio a clip e di pedane leggermente arretrate. Le forcelle anteriori sono delle telescopiche convenzionali mentre la sospensione posteriore è costituita da un monoammortizzatore.
La moto venne progettato per competere e rivaleggiare sul mercato con il bicilindrico a V della Ducati 900SS e dalla moto italiana ne riprendeva la stessa soluzione telaistica a traliccio tubolare. A differenza ai classici motori bicilindrici a V, i motori a due cilindri in linea hanno meno componenti e sono meno costosi da produrre.